# Michelle Phillips

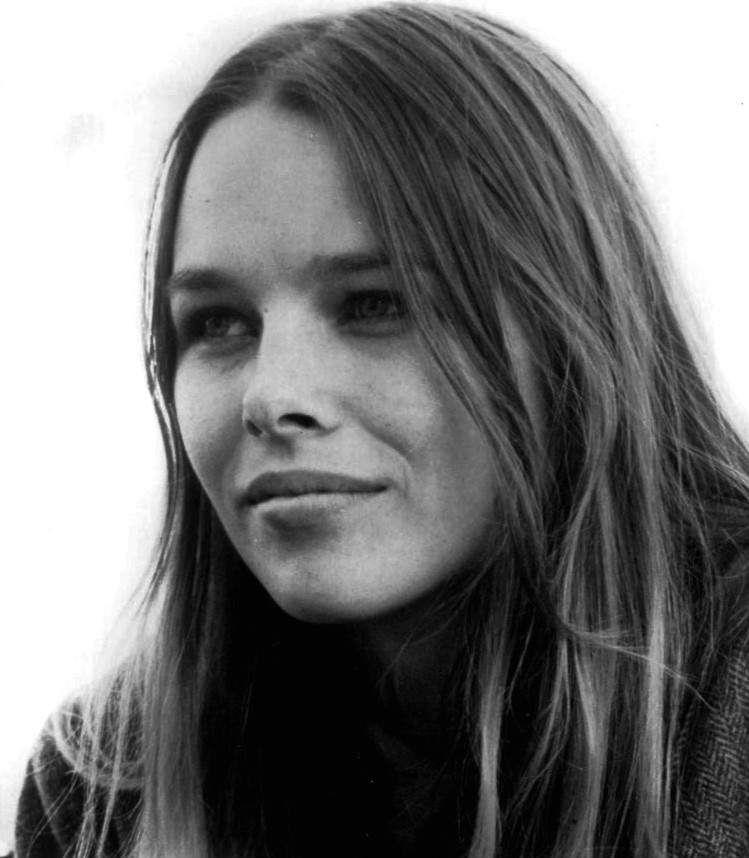
Michelle Phillips, 1967

Holly Michelle Gilliam Phillips, geb. Gilliam (* 4. Juni 1944 in Long Beach, Kalifornien), ist eine US-amerikanische Schauspielerin und Sängerin. Sie ist das letzte noch lebende Gründungsmitglied der Musikgruppe The Mamas and the Papas.

## Musik und Schauspielerei

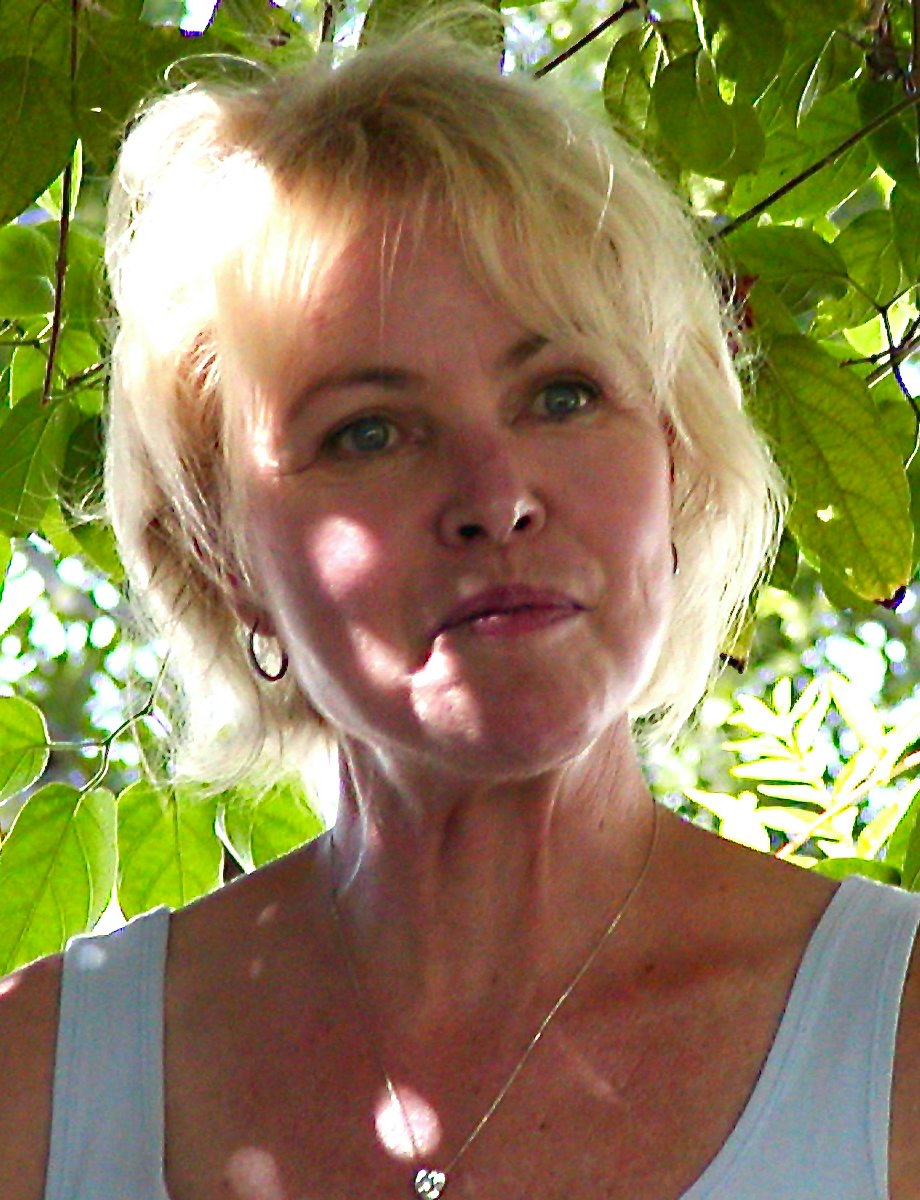
Michelle Phillips, 2002

Michelle Phillips wurde als Holly Michelle Gilliam in Long Beach geboren. Sie wuchs in Mexiko-Stadt auf, kehrte aber bald nach Kalifornien zurück. Im Alter von 17 Jahren lernte sie John Phillips kennen, der damals noch verheiratet war, und hatte mit ihm ein Verhältnis. Nach Phillips’ Scheidung heirateten die beiden Ende 1962. Zwei Jahre später wurde sie Mitglied der von Phillips gegründeten Folk-Rock-Gruppe The New Journeymen, die sich 1965 in The Mamas and the Papas umbenannte. Bereits die erste LP, If You Can Believe Your Eyes and Ears (1966), enthielt die Welthits Monday, Monday und California Dreamin’. Weitere Erfolge waren die Stücke I Saw Her Again Last Night, Dream a Little Dream of Me und Dedicated to the One I Love. Bei letzterem war Michelle Phillips Leadsängerin. Im Jahr 1966 warf John Phillips Michelle vorübergehend aus der Band, da sie Verhältnisse mit Bandmitglied Denny Doherty und mit Gene Clark von den Byrds hatte.
Im Juni 1967 spielten The Mamas and the Papas beim Monterey International Pop Festival. Als 1968 die Spannungen innerhalb der Gruppe zunahmen, trennte sich die Band. Michelle war danach vorwiegend als Schauspielerin tätig, ihr erstes und bis heute einziges Soloalbum erschien 1977 unter dem Titel Victim of Romance.
Michelle Phillips’ erste Kinorolle war ein kleiner Auftritt in The Last Movie (1971) unter der Regie ihres Kurzzeit-Ehemanns Dennis Hopper. Ihre erste größere Rolle hatte sie 1973 in der John-Dillinger-Filmbiografie Jagd auf Dillinger, in der sie dessen Freundin Evelyn Frechette verkörperte. Für ihre Leistung wurde sie für einen Golden Globe nominiert, wodurch es in den 1970er-Jahren zu weiteren größeren Rollen für sie kam. Sie spielte unter anderem Natacha Rambova in einer Verfilmung des Lebens von Rudolph Valentino aus dem Jahr 1977 und spielte 1979 in dem Thriller Blutspur. Später war sie in der Rolle der Anne Matheson mehrere Jahre in der Fernsehserie Unter der Sonne Kaliforniens zu sehen und erhielt dafür 1991 den Soap Opera Digest Award.
Im Jahr 2004 war sie Hintergrundsängerin für das Album California von Wilson Phillips, einem von ihrer Tochter Chynna mitbegründeten Musikprojekt. Seit der Jahrtausendwende übernahm sie Nebenrollen in einigen Kinofilmen und hatte einen regelmäßigen Part in der Serie Eine himmlische Familie. Außerdem machte sie politisch von sich reden durch ihre Kritik am Irakkrieg und die Forderung, George W. Bush wegen Kriegsvergehen anzuklagen, sowie durch ihr Engagement für die Legalisierung von Cannabis.

## Familie
Michelle Phillips war dreimal verheiratet, zunächst von 1962 bis 1968 mit John Phillips; ihre gemeinsame Tochter Chynna Phillips ist seit 1989 Sängerin bei dem Frauen-Trio Wilson Phillips. 1970 heiratete sie den Schauspieler Dennis Hopper, die Ehe hielt nur acht Tage. Ihre letzte Ehe führte sie von 1978 bis 1982 mit Robert Burch.
Ab 1982 war der Schauspieler Grainger Hines ihr Lebensgefährte, mit ihm hat sie zwei Söhne, darunter Austin Devereux Hines. Von Ende der 1990er-Jahre bis zu dessen Tod 2017 war sie in einer Beziehung mit Steven Zax, einem Schönheitschirurgen. Außerdem war Michelle Phillips in den 1970er-Jahren mit den Schauspielern Jack Nicholson und Warren Beatty liiert. Sie ist zudem die Schwiegermutter des Schauspielers William Baldwin, der mit ihrer Tochter Chynna verheiratet ist.

## Filmografie (Auswahl)
- 1968: Monterey Pop Festival
- 1970: Saturation 70 (Film wurde nicht fertiggestellt)
- 1971: The Last Movie
- 1973: Jagd auf Dillinger (Dillinger)
- 1974: The Death Squad (Fernsehfilm)
- 1974: California Kid (The California Kid, Fernsehfilm)
- 1975: Shampoo (Mädchen auf der Party)
- 1975: Miracle (Kurzfilm)
- 1977: Valentino
- 1977: Aspen (Miniserie, drei Folgen)
- 1978: The Users (Fernsehfilm)
- 1979: Blutspur (Bloodline)
- 1979: Victor Charlie ruft Lima Sierra (The French Atlantic Affair, Miniserie, drei Folgen)
- 1980: Sam Marlow, Privatdetektiv (The Man with Bogart’s Face)
- 1981: Gefangene der Bestien (Savage Harvest)
- 1982: Moonlight (Fernsehfilm)
- 1983–1986: Hotel (Fernsehserie, sieben Folgen)
- 1984: Secrets of a Married Man (Fernsehfilm)
- 1984: Mord ist ihr Hobby (Murder, She Wrote, Fernsehserie, Folge 1x09)
- 1986: American Anthem
- 1987: Eine Mordsehe (Assault & Matrimony, Fernsehfilm)
- 1987–1993: Unter der Sonne Kaliforniens (Knots Landing, Fernsehserie, 78 Folgen)
- 1988: Raumschiff Enterprise: Das nächste Jahrhundert (Star Trek: The Next Generation, Fernsehserie, Folge 1x24 Begegnung mit der Vergangenheit)
- 1989: Ananas und blaue Bohnen (Trenchcoat in Paradise, Fernsehfilm)
- 1989: Alles auf Sieg (Let it Right)
- 1991: Scissors
- 1991: Keep on Running
- 1993: Barett – Das Gesetz der Rache (Joshua Tree)
- 1993: Rubdown (Fernsehfilm)
- 1994, 1999: Diagnose: Mord (Diagnosis Murder, Fernsehserie, zwei Folgen)
- 1996: No One Would Tell (Fernsehfilm)
- 1994–1998 Beverly Hills 90210 (neun Folgen)
- 1996: Pretty Poison (Fernsehfilm)
- 1998–2000: Die glorreichen Sieben (The Magnificent Seven, Fernsehserie, drei Folgen)
- 1999: Sweetwater (Fernsehfilm)
- 2000: 919 Fifth Avenue (Fernsehfilm)
- 2000: The Price of Air
- 2001–2004: Eine himmlische Familie (7th Heaven, Fernsehserie, drei Folgen)
- 2001: March
- 2001: Chaos City (Fernsehserie, Folge 6x09)
- 2001: All About Us (Fernsehserie, Folge 1x10)
- 2001, 2002: That’s Life (Fernsehserie, zwei Folgen)
- 2002: Jane White Is Sick & Twisted
- 2003: Abby (Fernsehserie, Folge 1x06)
- 2004: Harry + Max
- 2005: Kids in America
- 2005: Trailer for a Remake of Gore Vidal’s Caligula
- 2006: Unbeatable Harold
- 2006: And the Sea Took Us (Dokumentarfilm)
- 2009: Betrayal (Svik)
- 2016: Good Fortune
- 2018: Feminists: What Were They Thinking? (Dokumentarfilm)
- 2019: Echo In The Canyon (Dokumentarfilm)

## Trivia
Im Jahr 1967 traten Phillips und die übrigen Mitglieder der Band The Mamas and The Papas in der Ed Sullivan Show mit ihrem Song California Dreamin’ auf. Die Verantwortlichen der Show bestanden auf Playback, was der Band nicht gefiel. Die Bandmitglieder entschieden sich deswegen, den Auftritt ins Lächerliche zu ziehen. Phillips verspeiste während des Auftrittes auf der Bühne eine Banane und „sang“ auch in sie, anstelle ins Mikrofon.